# 非洲国家联盟
非洲国家联盟（法語：Union des États africains），初称独立非洲国家联盟，有时称加纳-几内亚-马里联盟，是西非的一个已不存在的松散区域组织。该组织成立于1958年，加纳和几内亚为创始成员国。1961年，马里加入。1963年，该组织解散。
该组织计划在各成员国推行共同货币和统一的外交政策；然而，这些提议并未在各国间实施。该组织是非洲第一个将前英国殖民地和法国殖民地联合起来的组织。尽管该组织对所有独立的非洲国家开放，但没有其他国家加入。由于没有任何行政机构或永久会议支持统一目标，该组织对政治的影响有限。其遗产主要体现在夸梅·恩克鲁玛（1957年—1966年任加纳总统和总理）、艾哈迈德·塞古·杜尔（1958年—1984年任几内亚总统）和莫迪博·凯塔（1960年—1968年任马里总统）之间长期的政治关系。1966年恩克鲁玛被军事政变推翻后，被几内亚任命为“联合总统”，使该组织再次引起人们的关注。